# Barbora Černá
Barbora Černá (* 17. prosince 1995 Lovosice) je česká filmová, seriálová a reklamní herečka, příležitostně i modelka.

## Život a kariéra
Barbora Černá od dětství hrála v reklamě. Spolu se sestrou-dvojčetem Lucií ve 12 letech v reklamě SoftBank Group s Bradem Pittem a poté v dalších tuzemských i zahraničních kampaních (také po boku Arnolda Schwarzeneggera). Moderovala dětský naučný pořad KiWi Junior. Ztvárnila menší role ve filmech Něžné vlny a Lehká jako dech, americko-francouzském seriálu Bez hranic a britském seriálu Tři mušketýři nebo českém seriálu Gympl s (r)učením omezeným, hrála i v několika videoklipech. Byla též obsazena do jedné z hlavních rolí neuskutečněného seriálu Babička na inzerát. Její dosud nejvýznamnější role je zdravotní sestra Ema Zárubová v českém seriálu Anatomie života. Dále hraje v seriálu televize Prima Zoo  Terezu Janečkovou společně se svojí sestrou Lucií Černou, která hraje Isabelu Janečkovou. V připravovaném drama snímku One Life (2024) si zahrála po boku hollywoodských hvězd Heleny Bonham Carterové, Anthony Hopkinse a dalších.
Barbora vedle herecké kariéry vystudovala obor žurnalistiky a nakladatelství.

## Filmografie
| Rok       | Název                       |           |
| --------- | --------------------------- | --------- |
| 2012      | Babička na inzerát          | seriál    |
| 2013      | Něžné vlny                  | film      |
| 2013      | Lehká jako dech             | film      |
| 2013      | Gympl s (r)učením omezeným  | seriál    |
| 2013      | Nightwork: „Kniha knih“     | videoklip |
| 2014      | Bez hranic                  | seriál    |
| 2014      | Adam Mišík: „Já nechci víc“ | videoklip |
| 2016      | Tři mušketýři               | seriál    |
| 2020–2021 | Anatomie života             | seriál    |
| 2022      | Hořký svět                  | seriál    |
| 2022      | Zoo                         | seriál    |
| 2023      | ONEMANSHOW: The Movie       | film      |
| 2024      | One Life                    | film      |